# Albert (Propst)
Albert (* um 1320; † um 1380) war der vierte bekannte Klosterpropst des Klosters Uetersen.

## Leben
Albert wurde erstmals als „provest albori von uetersen“ in einer Urkunde erwähnt, die in der Zeit von 1350 bis 1360 ausgestellt wurde. In dieser bestätigt er mit seiner Unterschrift den Besitztum des Kirchspiels Elmshorn. Diese Urkunde wird heute im Landesarchiv Schleswig-Holstein in Schleswig aufbewahrt. In weiteren Urkunden bestätigte er weitere Landzukäufe des Klosters. Albert verstarb vermutlich um 1380 im Kloster Uetersen, sein Nachfolger war Propst Nikolaus.